# Nageshwari
Nageshwari è un sottodistretto (upazila) del Bangladesh situato nel distretto di Kurigram, divisione di Rangpur. Si estende su una superficie di 415,8 km² e conta una popolazione di 394.258 abitanti (censimento 2011).